# Grünsberg (Altdorf bei Nürnberg)
Grünsberg ist ein Gemeindeteil der Stadt Altdorf bei Nürnberg im Landkreis Nürnberger Land (Mittelfranken, Bayern). Die Gemarkung Grünsberg hat eine Fläche von 2,463 km². Sie ist in 892 Flurstücke aufgeteilt, die eine durchschnittliche Flurstücksfläche von 2761,76 m² haben. In ihr liegen neben dem namensgebenden Ort die Gemeindeteile Prackenfels, Stürzelhof und Weinhof.

## Geografie

Verbreitung germanischer Stämme um 50 n. Chr.

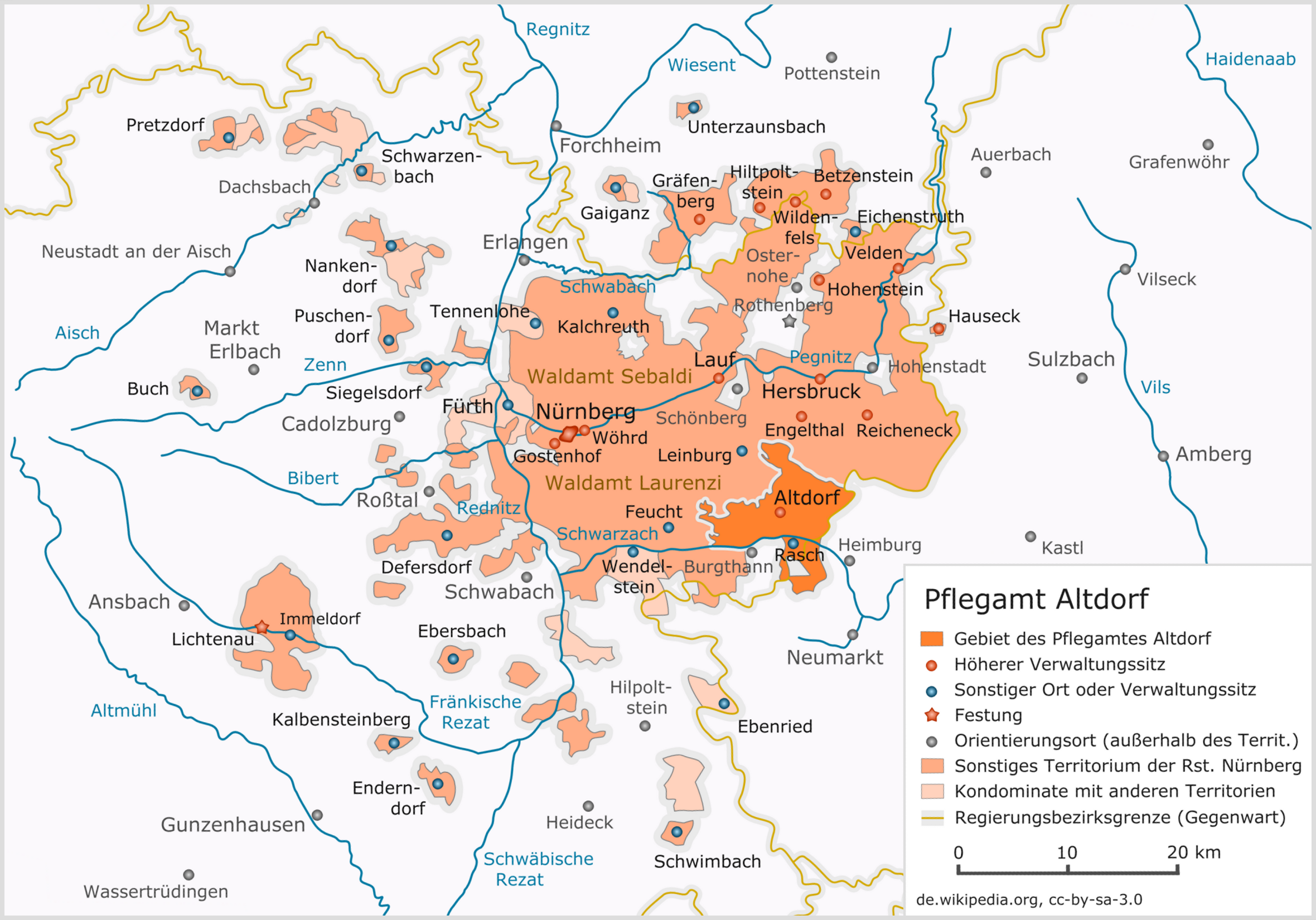
Das nürnbergische Pflegamt Altdorf

Das Dorf liegt knapp drei Kilometer südwestlich des historischen Altdorfer Stadtkernes auf einer Höhe von 394 m ü. NHN. Östlich fällt das Gelände schroff zu einem Bachbett ab, das etwa 500 m südlich in die dort frei mäandernde Schwarzach mündet. Naturräumlich befindet sich Grünsberg am Ostrand des südlichen Lorenzer Reichswaldes, der dort zahlreiche Sandsteinschluchten wie die Teufelskirche und die Wolfsschlucht aufweist. Südöstlich der Schwarzach steigt das Gelände zum Dillberg hin an. Die Staatsstraße 2239 führt nach Weinhof (0,3 km nordöstlich) bzw. nach Penzenhofen (1,4 km nordwestlich). Die Kreisstraße LAU 22 führt nach Burgthann zur Staatsstraße 2401 (1,6 km südlich).

## Geschichte

### Frühgeschichte
Das Schwarzachtal wurde bereits in der Steinzeit regelmäßig von Menschen begangen, aber nicht dauerhaft besiedelt, wie mehrere Bodendenkmäler von Freilandstationen belegen. Erste frühe Siedlungsspuren und einige bronzezeitliche Gräber befinden sich nur wenige Kilometer flussabwärts und datieren auf circa 1600 bis 1300 v. Chr. Es sind rings um Grünsberg bisher acht Bodendenkmäler aus mesolithischer Zeit, der Urnenfelder- sowie der Latènezeit qualifiziert.
Zur Zeitenwende galt das gesamte Flusssystem der Regnitz als das Ausbreitungsgebiet der Narisker (siehe Karte 1). Um das Jahr 650 stießen boirische Siedler aus Südosten in das Schwarzachtal vor, diese wurden allerdings etwa 725 von den aus Westen kommenden Franken wieder zurückgedrängt. Die früheste urkundliche Erwähnung stammt aus dem Jahre 1231.

### Neuzeit
Von 1504 bis 1806 gehörte der Ort zur Reichsstadt Nürnberg, Pflegamt Altdorf und entlang der Schwarzach verlief die Grenze zum Fürstentum Ansbach (siehe Karte 2). Die Entwicklung des Gemeindeteils ist immer zusammen mit dem Schloss Grünsberg zu sehen. 
Mit dem Gemeindeedikt (frühes 19. Jahrhundert) wurde Grünsberg dem Steuerdistrikt Altenthann zugewiesen. Zugleich entstand die Ruralgemeinde Grünsberg, zu der Prackenfels, Stürzelhof und Weinhof gehörten. Sie unterstand in Verwaltung und Gerichtsbarkeit dem Landgericht Altdorf. Die Bayerische Uraufnahme zeigt Grünsberg in den 1810er Jahren als ein Angerdorf mit zwanzig Herdstellen, zwei Weihern und dem Schlossgarten. Im Zuge der Gebietsreform in Bayern wurde die Gemeinde am 1. Januar 1972 nach Burgthann eingegliedert.

### Bauwerke

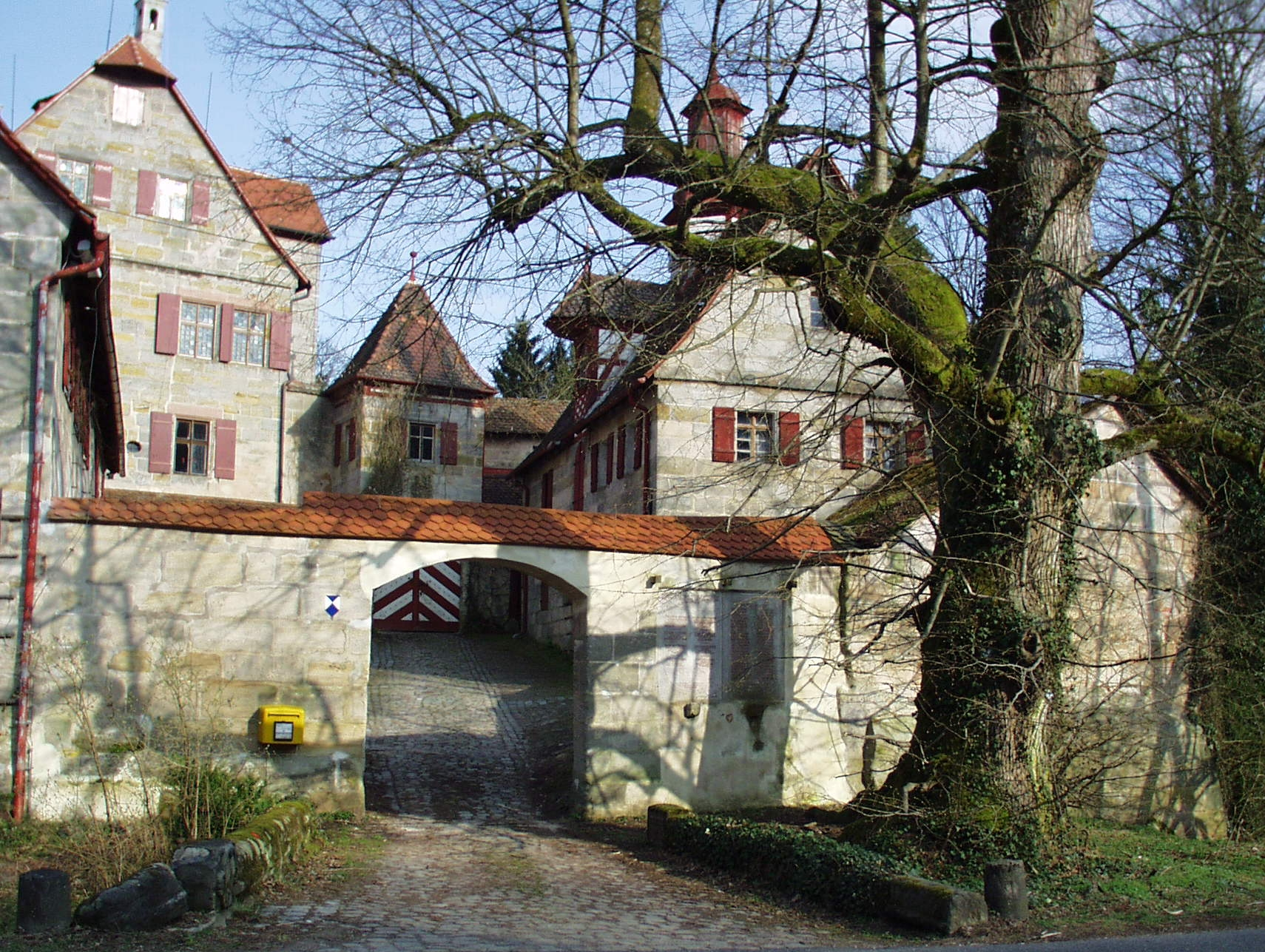
Schloss Grünsberg

Das Dorf gliedert sich in einen alten Ortskern um das Schloss und ein ab den 1950er Jahren entstandenes Neubaugebiet. Der alte Ortskern ist geprägt von Sandsteinbauten. Dort sind neben dem Schloss drei Wohnstallhäuser, ein Gasthof und weitere historische Gebäude als Baudenkmale erhalten geblieben. Etwa 500 Meter südlich des Schlosses befindet sich die barocke Quellfassung der Sophienquelle.

### Einwohnerentwicklung
| Jahr          | 1910 | 1933 | 1939 |
| Einwohnerzahl | 235  | 243  | 222  |

| Jahr          | 1987 | 2013 | 2016 | 2024 |
| Einwohnerzahl | 158  | 226  | 251  | 230  |

## Schutzgebiete
- Die Teufelsschlucht bei Grünsberg ist Bestandteil des 147 Hektar großen, europäischen FFH-Gebiets NSG 'Schwarzach-Durchbruch' und Rhätschluchten bei Burgthann.[14]
- Mit Ausnahme des Siedlungsgebiets von Grünsberg ist der umgebende Landschaftsraum als Landschaftsschutzgebiet Schwarzachtal mit Nebentälern (3.992 Hektar) ausgewiesen.[15]

## Verkehr
Der ÖPNV bedient den Ort mit der VGN-Buslinie 553, die in Altdorf zu der S-Bahnlinie 3 anschließt.